# 規制物質法
規制物質法（きせいぶっしつほう、英語: Controlled Substances Act, CSA）とは、薬物の製造・濫用を規制するため、アメリカ合衆国議会によって1970年包括的医薬品濫用防止及び管理法第 II 編(アメリカ連邦法典第21編第13章)として策定された。特定の薬物の製造、輸入、所有、流通がアメリカ合衆国政府によって規制される法的根拠である。また、国際条約である「麻薬に関する単一条約」の国内実施立法である。
薬物の分類（スケジュールI から スケジュールV）までがある。スケジュールI はあらゆる状況においても使用する事を禁止されている。マリファナや LSD そしてヘロインなどが代表的なものである。
それぞれの薬物が包括する様々な薬物資格と共に5つの分類(スケジュール、Schedule)を、法律は設けた。初期の薬物一覧はアメリカ合衆国議会により策定されてはいるものの、司法省および保健福祉省(これに食品医薬品局も含まれる)の2つの連邦省庁が薬物をどの分類に区分するか決定する。分類の決定は、「乱用の可能性」、「アメリカ合衆国での一般に認められた医学的用途」、および「中毒の可能性」の評価によって行われるよう義務付けられている。
また、司法省は連邦法執行を担当する執行機関であり、また州政府も特定の薬物を規制している。

## 執行権限
製薬者や医師会、薬剤協会、薬物乱用に関連する公益団体、州、地方公共団体機関などの薬事関係者による請願、もしくは麻薬取締局(DEA)及び保健福祉省(HHS)により、薬物ないしその他の物質のスケジュールを変更・加減する手続きを着手することが出来る。嘆願が麻薬取締局により受け入れられた場合、局はそれぞれの薬物の調査を開始する。
また、麻薬取締局は法執行機関の研究室や、州、地方公共団体機関ならびに監督官庁から入手した情報、もしくはその他の情報筋による情報に基づき、いつでも薬物調査を開始することが出来る。
麻薬取締局がいったん必要な資料を集めると、麻薬取締局長(DEA Administrator)は司法長官の許可を得て、薬物および他の物質が管理からはずすべきかもしくはされるべきかどうかの勧告と科学的及び医学的評価を、保健福祉省に要求する。この要求は保健福祉省の保健次官補に送られる。次に保健福祉省は　食品医薬品局コミッショナー(Commissioner of the Food and Drug Administration)からの情報、国立薬物乱用研究所からの評価および勧告、折々全米を代表した科学・医学団体からの評価および勧告を請求する。次官補は長官の許可を得て資料を編纂し、薬物ないし他の物質についての医学科学的評価と、薬物を管理すべきかどうかおよびどの分類にすべきかどうかの勧告を麻薬取締局に返送する。
科学的および医学的評価は、科学的および医学的事柄に対して麻薬取締局を拘束する。保健福祉省が物質が管理されない事を推挙するなら、麻薬取締局は物質を管理しない可能性があるといった程度にしか、スケジュールにおける推挙は拘束力がない。
ある情況の下では正規の手続きに沿わず、一時的に政府は薬物のスケジュールを決める可能性がある。例としては国際協定が物質の管理を要求する時である。更に、連邦法典第21編第811条h項は司法長官に「公衆安全に差し迫った危険を回避する為に」一時的に物質をスケジュールIに置く事を許可している。規定が公布されることがある時の前と、1年後期限が失効するの時の前に、30日間の掲示を要する。しかしながら、薬物を恒久的にスケジュールに入れる規則制定が進行中ならば、期間は6か月に延長する可能性がある。いかなる場合においても、これらの手続きがひとたび完了すれば、臨時規定は自動的に失効する。
また、規制物質の取り扱い権限を許可された者の為に、CSAは閉じた配給システムを構築する。 麻薬取締局長により規制物質の取り扱いが認可されたすべての人を登録する事が、このシステムの基礎となっている。 すべての登録された個人および会社は、規制物質の保管への安全管理と同様に、規制物質にかかわるすべての取り扱いに関連する完全で正確な在庫目録および記録を保守するよう義務付けられる。

## 国際法
CSAの主要な目的は国際条約、とりわけ、1971年の「向精神薬に関する条約」と1961年の「麻薬に関する単一条約」に基づき「合衆国がその全義務を果たせるようにする」ことであると、連邦法典第21編第801条7項, 連邦法典第21編第801条a項(2), 及び連邦法典第21編第801条a項(3)に議会の所見として記載されている。CSAはこれらの条約と多くの類似を持つ。公衆衛生を管理する当局による科学的及び医学的な拘束力のある調査結果に従い数個のスケジュールで規制物質を分類するシステムを、CSAと条約のいずれもが立案している。 合衆国ではCSAの連邦法典第21編第801条に基づき、その当局は保健福祉省となっている。国連では、「向精神薬に関する条約」と「麻薬に関する単一条約」に基づき、その当局は世界保健機関となっている。
連邦法典第21編第811条d項は、条約義務への自動的な準拠を規定している。かつ、同項は国際的な薬物統制規定が改正された時、科学的及び医学的な問題に関する保健福祉省所見と調和するように、仕組み作りを確立している。ある物質の統制が「麻薬に関する単一条約」により命ぜられた場合、司法長官は保健福祉長官の調査結果または一般の分類手続きを考慮せずに「当該義務を履行するのが最も適合すると判断したスケジュール下で、当該薬物の管理命令を出す」ように義務付けられている。しかしながら、保健福祉長官は、「麻薬に関する単一条約」下でのいかなる薬物のスケジュール提議においても、全面で大きな影響力を持っている。なぜなら、連邦法典第21編第801条d項(2)(B)は保健福祉長官に、「提議を評価し、提議に関連する協議および交渉において合衆国の代表に拘束力を持つ勧告を国務長官へ提供する」権限を要求しているからである。
同様に、国連麻薬委員会がある物質を「向精神薬に関する条約」で定める特定の付表へ改正もしくは加えた場合、現在の合衆国における薬物に関する取締りでは条約の要求を満たさなくなり、保健福祉長官は物質がCSAの基でどの程度のスケジュールにしなければならないかの勧告を出さなければならない。

## 薬物スケジュール
以下のリストは例示である。完全なデータはDEA Drug Scheduling Referenceを参照。
アメリカ連邦法典第21編第812条b項は、政府が薬物をあるスケジュールに分類する為に行わなければならない調査結果を規定している。
タバコ、ビール、ワイン及びアルコール類は明示的にCSAから免除されている。

### スケジュールI薬物
調査結果には以下の事が必要とされる。
(A)薬物ないしその他の物質には濫用の危険性がある。
(B)薬物ないしその他の物質には、現在のところ合衆国において一般に認められた治療の為の医学的用途がない。
(C)医療管理下における薬物ないしその他の物質の使用に対して、一般に認められた安全性が不足している。
如何なるスケジュールI物質は処方箋に書かれることがない。スケジュールI物質は麻薬取締局による製造割り当てにより製造が制約される。
麻薬取締局によるCSAの解釈に基づいて、薬物は、スケジュールIへの設置に値するヘロインもしくはコカインと同等程度の危険性である必要はない。
以下の薬物はスケジュールI に含まれている。
- 大麻
- GHB
- 12-メトキシイボガミン
- ヘロイン
- ジメチルトリプタミン(DMT)
- MDMA
- シロシビン
- 5-MeO-DIPT
- MDA
- リゼルギン酸ジエチルアミド(LSD)
- 3,4,5-トリメトキシフェネチラミン(メスカリン)
- ペヨーテ
- メタカロン
- 2,5-ヂメトキシメチルアンフェタミン(STP / DOM)
- 2C-T-7
- カチノン(β-ケトアンフェタミン)
- 摂取を意図した規制物質類似物

### スケジュールII薬物
調査結果には以下の事が必要とされる。
(A)薬物ないしその他の物質には濫用の危険性がある。
(B)薬物ないしその他の物質には、現在のところ合衆国において一般に認められた治療の為の医学的用途、もしくは、厳格な制限事項と共に一般に認められた医学的用途がある。
(C)薬物ないしその他の物質の濫用には、深刻な精神依存もしくは肉体依存に至らしめる可能性がある。
処方においてのみ利用が可能。流通は麻薬取締局により慎重に管理・監視される。非常時を除いて、経口処方は認められない。また、スケジュールII薬物も麻薬取締局により設定された製造割り当てにより製造が制約される。
以下の薬物はスケジュールIIに含まれている。
- コカイン(局所麻酔薬として使用される。)
- メチルフェニデート(リタリン)
- フェンサイクリジン(PCP)
- 不純物を含まない大部分のオピオイド作動薬
- 短時間作用のバルビツレート
- アンフェタミン
- ヒドロコドン

### スケジュールIII薬物
調査結果には以下の事が必要とされる。
(A)薬物ないしその他の物質には、スケジュールI及びIIの薬物ないしその他の物質に満たない濫用の危険性がある。
(B)薬物ないしその他の物質には、現在のところ合衆国において一般に認められた治療の為の医学的用途がある。
(C)薬物ないしその他の物質の濫用には、深刻な精神依存もしくは中程度から低い肉体依存に至らしめる可能性がある。
以下の薬物はスケジュールIIIに含まれている。
- アナボリックステロイド
- 中時間作用のバルビツレート
- ケタミン
- パレゴリック
- Xyrem
- マリノール
- コデイン

### スケジュールIV薬物
調査結果には以下の事が必要とされる。
(A)薬物ないしその他の物質には、スケジュールIIIの薬物ないしその他の物質と比較して低い濫用の危険性がある。
(B)薬物ないしその他の物質には、現在のところ合衆国において一般に認められた治療の為の医学的用途がある。
(C)薬物ないしその他の物質の濫用には、スケジュールIIIの薬物ないしその他の物質と比較して限定的な肉体依存もしくは精神依存に至らしめる可能性がある。
管理措置はスケジュールIIIと同等。
以下の薬物はスケジュールIVに含まれている。
- 日本で承認されたほぼすべてのベンゾジアゼピン系睡眠薬および抗不安薬（薬品・商品及び州により、該当スケジュールが異なるため、事前に確認する必要がある。）
- フルニトラゼパム（ロヒプノール、サイレース）州によってはスケジュールIに該当し、医師の証明書があっても持ち込み不可。逮捕される場合がある。
- モダフィニル
- 酒石酸ゾルピデム
- 長時間作用のバルビツレート
- いくつかの部分アゴニストオピオイド鎮痛薬
- 特定の非アンフェタミン興奮剤

### スケジュールV薬物
調査結果には以下の事が必要とされる。
(A)薬物ないしその他の物質には、スケジュールIVの薬物ないしその他の物質と比較して低い濫用の危険性がある。
(B)薬物ないしその他の物質には、現在のところ合衆国において一般に認められた治療の為の医学的用途がある。
(C)薬物ないしその他の物質の濫用には、スケジュールIVの薬物ないしその他の物質と比較して限定的な肉体依存もしくは精神依存に至らしめる可能性がある。
スケジュールV薬物は時折、処方なしで利用が可能である。
以下の薬物はスケジュールVに含まれている。
- 少量のコデインが入った鎮咳剤
- 少量のアヘン又はジフェノキシレート（Diphenoxylate）が入った製剤
- プレガバリン